# Cratere Lu Hsun
Lu Hsun  è un cratere sulla superficie di Mercurio.